# Corn salad necrosis virus
Het corn salad necrosis virus (vrij vertaald: 'veldsla-necrosevirus') is een virus dat veldsla infecteert. Het virus is verwant aan het tabaksnecrosevirus en toont sterke overeenkomst met het "A" serotype van dit virus, en tabaksnecrosesatellietvirus. De door het virus veroorzaakte ziekte werd voor het eerst geconstateerd in 2008 in Nantes.
In tegenstelling tot tabaksnecrosevirus, kan corn salad necrosis virus een systemische infectie veroorzaken in veldsla.
De verspreiding van een besmetting in het veld blijft vaak beperkt tot ongeveer 2% van de planten of 20 planten per vierkante meter.
Het virus valt onder de familie van tombusviridae, maar is anno 2020 nog niet geclassificeerd.

## Eigenschappen
Het Veldslanecrosevirus is een bolvormig virus met een doorsnee van ongeveer 30 nanometer.